# Siergiej Diagilew

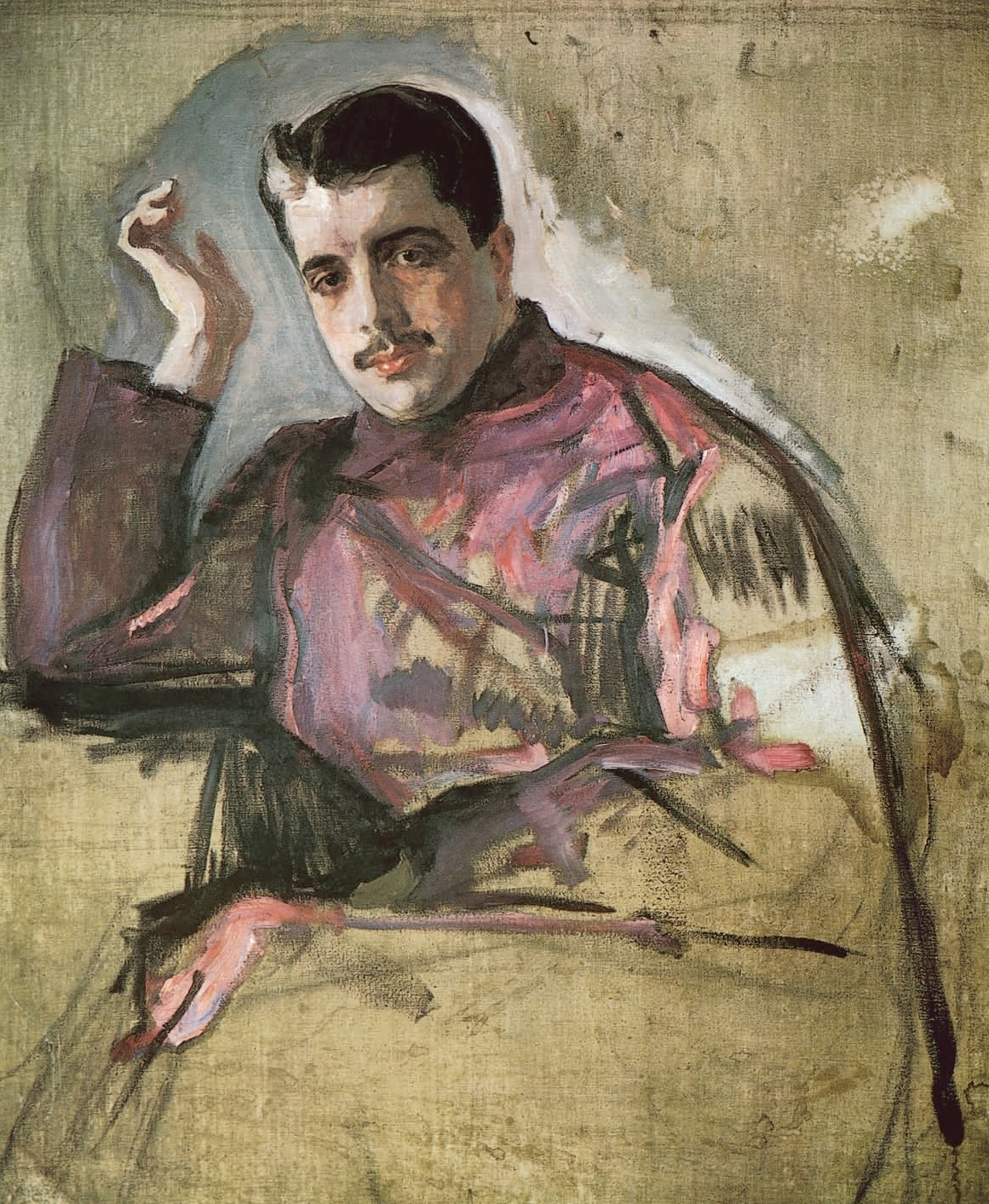
Diagilew na portrecie Sierowa (1904)

Siergiej Pawłowicz Diagilew (ros. Сергей Павлович Дягилев; ur. 19 marca?/31 marca 1872 w Zieliszczewie, zm. 19 sierpnia 1929 w Wenecji) – rosyjski impresario baletowy, twórca zespołu Les Ballets Russes.

## Życiorys
Siergiej Diagilew pochodził z rosyjskiej rodziny szlacheckiej. Jego ciotką była Anna Fiłosofowa. Sytuacji rodzinnej zawdzięczał doskonałą orientację w ówczesnej sztuce. Początkowo próbował swych sił w kompozycji i malarstwie, lecz okazało się, że nie ma zadatków na twórcę. Jest za to nieprzeciętnym koneserem sztuki i ma dar do znajdowania mecenasów dla swych przedsięwzięć. Wokół Diagilewa zgromadziło się środowisko młodych malarzy, tworząc grupę znaną pod nazwą Świat Sztuki. Sukces wystaw malarskich, jakie organizował w Rosji, zachęcił go do większego przedsięwzięcia. Inne źródła podają, że na decyzję miał wpływ brak akceptacji rosyjskiego społeczeństwa do odmienności seksualnej Diaglewa jego dalsza działalność była skazana na niepowodzenie. W 1907 roku zorganizował w Paryżu cykl koncertów muzyki rosyjskiej z udziałem rosyjskich artystów. W następnym roku powrócił do Paryża z przedstawieniami operowymi, a wkrótce stworzył własny zespół, Les Ballets Russes, którego przedstawienia przez kilka lat bywały największą sensacją artystyczną w Europie.
Diagilew potrafił nie tylko nadać nowy wyraz XIX-wiecznym baletom, takim jak na przykład Śpiąca królewna, ale także nakłonić wielu znanych i wybitnych ludzi sztuki do wspólnej pracy nad nowymi przedstawieniami. Początkowo scenografie do przedstawień „Baletów Rosyjskich” projektowali głównie malarze z kręgu „Mira Isskustwa”, przede wszystkim Aleksandr Benois i Léon Bakst. Po niedługim czasie dołączył do nich Michaił Łarionow i jego żona Natalia Gonczarowa, jak również malarze innych narodowości mieszkający wtedy w Paryżu: Henri Matisse, Pablo Picasso, Georges Braque, Max Ernst, Joan Miró, Juan Gris. Kostiumy projektowała Coco Chanel. Muzykę dla „Baletów Rosyjskich” pisali kompozytorzy tacy, jak Igor Strawinski, Claude Debussy, Maurice Ravel, Manuel de Falla. Twórcami choreografii byli m.in. Michaił Fokin i George Balanchine, solistami – nie tylko primabaleriny, ale także tancerze – jak Wacław Niżyński – co w owych czasach stanowiło nowość. Z Wacławem Niżyńskim, który był pierwsza gwiazdą i jako tancerz i choreograf Les Ballets Russes łączyły go nie tylko kwestie profesjonalne ale i wieloletnie współżycie. To właśnie małżeństwo Niżyńskiego doprowadziło do usunięcia go z zespołu Ballets Russes przez Diagilewa.
Diagilew, będący ciągle w poszukiwaniu nowości, wywarł poważny wpływ na charakter sztuki w początkach XX wieku. W dużej mierze dzięki niemu we Francji zapanowała moda na rosyjską muzykę. To w „Baletach Rosyjskich” muzykę zrewolucjonizował Strawiński najpierw Świętem wiosny, a potem – Pulcinellą – zapoczątkowując neoklasycyzm. Parady z muzyką Satiego, scenariuszem Jeana Cocteau i scenografią Picassa stały się manifestacją kubizmu.
Diagilew zrewolucjonizował widowisko baletowe, gdyż przestało ono być „choreograficznym opowiadaniem” o konwencjonalnej scenerii i strojach, a stało się faktycznie widowiskiem, w którym najważniejsza była muzyka i atrakcyjna strona wizualna. Dzieła literackie są do czytania; one nie muszą być głośno recytowane na scenie – mówił Diagilew. – Ludzie nie chcą już uczestniczyć w widowisku, które nie uwzględnia potrzeb zmysłu wzroku. Diagilew podążył więc w kierunku widowiska muzycznego. Oczekiwał, że kompozytorzy będą tworzyć do widowisk baletowych muzykę równie ciekawą, jak wtedy, gdy piszą samodzielny utwór koncertowy. Podobnie wysokie oczekiwania miał wobec angażowanych scenografów (jednym z nich był Pablo Picasso).
Zmarł 19 sierpnia 1929. Kilka dni wcześniej umierającego Diagilewa odwiedziła Coco Chanel z Misią Sert. Po ich wizycie Diagilewowi widocznie się poprawiło. Mimo to zmarł kilka dni później. Pogrzeb zorganizowała sama Chanel. Jak wiadomo, podczas ich kilkuletniego romansu, to ona utrzymywała Siergieja. Tak samo było i w tym przypadku – to ona zorganizowała pogrzeb i za niego zapłaciła.